# Jérôme-Joseph Geoffroy de Limon
Pour les articles homonymes, voir Limon.
Jérôme-Joseph Geoffroy de Limon, né 1746, à Châtellerault et mort en Allemagne en 1799, est un homme politique français.

## Biographie
Contrôleur des finances de la maison d’Orléans, profondément dévoué à ce prince, il se dévoua à ses intérêts politiques à l’époque de la Révolution durant laquelle il eut une attitude assez équivoque. On a même prétendu qu’il avait voulu faire empoisonner le comte d’Artois.
Fervent patriote, il rédigea les instructions que les bailliages de l’apanage du prince distillaient à leurs députés, et contribua beaucoup à la nomination du prince lui-même. Nommé député du tiers état de Villers-Cotterêts, il refusa et fut remplacé par Bourgeois, son suppléant. Maire de la commune de Pont-l'Évêque, il fit don à l’Assemblée nationale de 182 marcs d’argent.
Après ces démonstrations éminemment civiques, M. de Limon sortit cependant de France, et devint à l’étranger un royaliste exalté, au point de publier, en 1796, un écrit tendant à engager le roi de Prusse à entrer dans la coalition contre la France. C’est également lui qui, le 25 juillet 1792, aurait rédigé, avec Pellenc le manifeste de Brunswick, attribué au duc de Brunswick.

## Source
- Biographie nouvelle des contemporains, t. 12, Paris, Librairie historique, 1823, p. 33.